# Polynema sappho
Polynema sappho är en stekelart som beskrevs av Girault 1913. Polynema sappho ingår i släktet Polynema och familjen dvärgsteklar. Inga underarter finns listade i Catalogue of Life.